# 후르리우라르투어족
후르리-우라르투어족(Hurro-Urartian languages)은 고대 서남아시아에 있었던 사멸한 어족으로, 현재 이 어족을 구성하는 것으로 알려진 것은 우라르투어와 후르리어이다. 이 어족에 대해서는 거의 알려진 바가 없으나 다만 교착어이고 인접한 셈어족이나 인도유럽어족 어느 어족과도 연관성이 없다.
많은 학자들은 두 언어의 조상 언어가 원래는 쿠라-아라스 문화(Kura–Araxes culture)에서 사용되었을 것으로 추정하는데, 쿠라-아라스 문화는 대략 기원전 4천년에서 기원전 2천년까지 캅카스산맥 지역의 쿠라강과 아라스강 유역 등지에 존재하던 문명이다. 이 때문에 캅카스 제어라는 지리적 분류에 포함되기도 한다.
19~20세기 초에 두 언어의 기록이 해독되어 셈어나 인도유럽어족과는 크게 다르다는 것이 판명된 이래로, 후르리-우라르투어족의 계통 관계는 오늘날까지 여전히 논쟁적인 주제이다. 디아코노프(Diakonoff)와 스타로스틴(Starostin)은 북동캅카스어족과 연관되어 있다는 대어족 가설을 주장하기도 했다. 일부 학자들은 카시트인이 쓰던 언어를 후르리-우라르투어족에 포함하기도 한다.

## 분류
- 우라르투어
- 후르리어